# Дружная (Могилёвская область)
Дру́жная (бел. Дружная, до 30 июня 1964 года Коровя́к) — деревня в составе Ленинского сельсовета Горецкого района Могилёвской области Республики Беларусь.

## Население
- 1999 год — 14 человек
- 2010 год — 4 человека